# 城关镇 (嵩县)
城关镇，是中华人民共和国河南省洛陽市嵩县下辖的一个乡镇级行政单位。

## 行政区划
城关镇下辖以下地区：
行政路社区、嵩州路社区、建设路社区、金城路社区、文化路社区、上仓村、陶村、韩村、青山屯村、孟村、朱村、北元村、菜园村、叶岭村、北街村、王庄村、南街村、西关村、新一村、新二村、北店街村、于沟村和杨岭村。